# Hala Trzebuńska

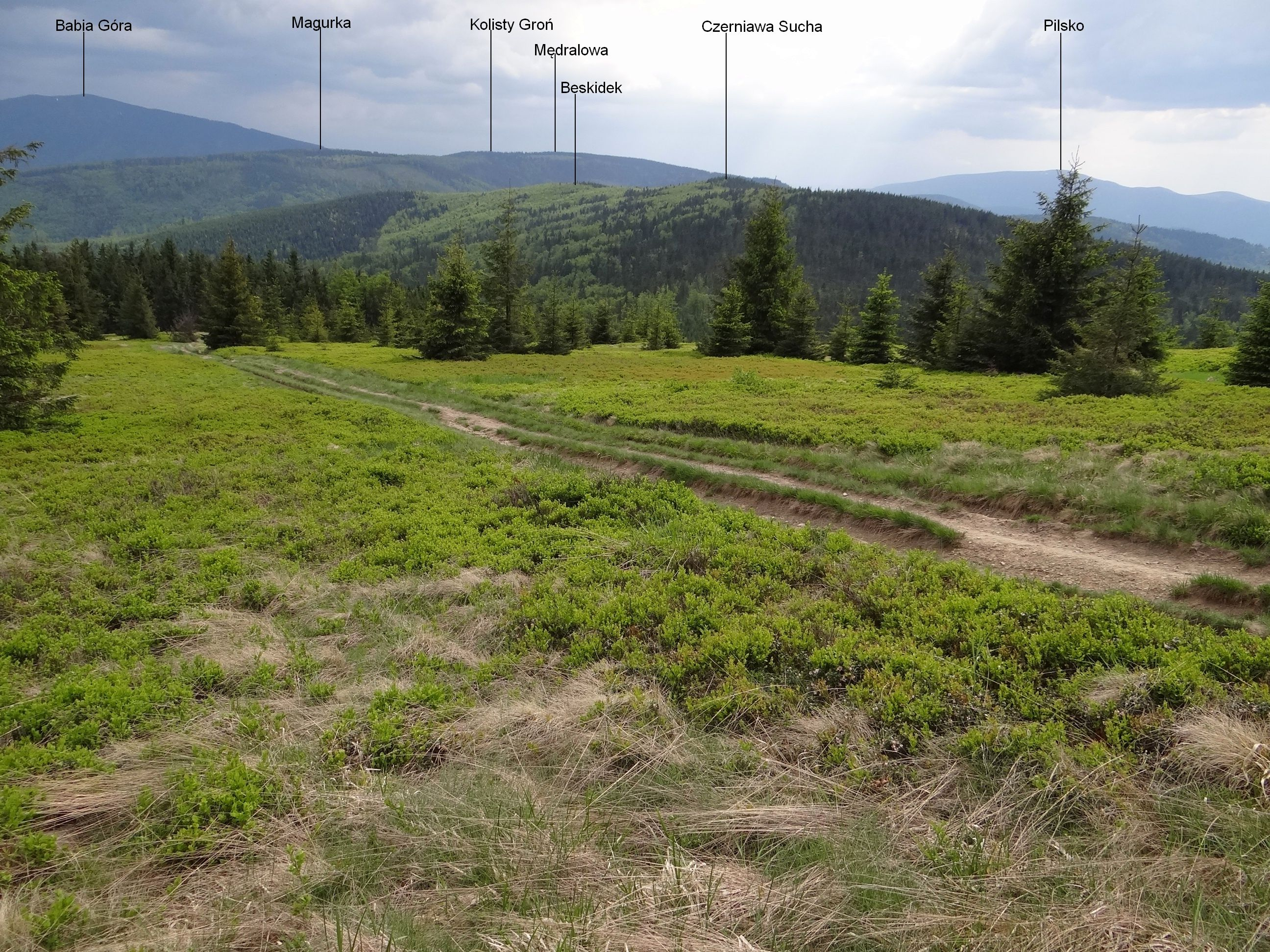
Hala Trzebuńska i widok na południe

Hala Trzebuńska, zwana też Kubulkową – polana na Jałowcu w Paśmie Jałowieckim w Beskidzie Żywiecko-Orawskim.
Nazwa polany najprawdopodobniej pochodzi od występującego w Zawoi nazwiska Trzebuniak. Polana znajduje się na samym wierzchołku Jałowca i na jego południowych stokach opadających do Przełęczy Trzebuńskiej. Dawniej była intensywnie wypasana i stało na niej kilka szałasów. Była też dużo większa, jej dolna część silnie już zarosła świerkowym młodnikiem. Z powodów ekonomicznych zaprzestano już na polanie wypasu. Nadal jednak polana jest dobrym punktem widokowym. Panorama widokowa obejmuje Babią Górę, Beskid Żywiecki, Beskid Śląski i Pasmo Mędralowej.
Pasterze wypasający dawniej na Hali Trzebuńskiej korzystali ze źródełka wody, które znajduje się nieco poniżej polany. Przy żółtym szlaku prowadzącym na przełęcz Suchą, około 20 m przed dolnym końcem polany jest słabo widoczna ścieżka (po lewej stronie), którą po ok. 20 m można dojść do źródełka pod bukiem.
Według regionalizacji Polski opracowanej przez Jerzego Kondrackiego Hala Trzebuńska znajduje się w Paśmie Jałowieckim należącym do Beskidu Makowskiego. Na mapach i w przewodnikach turystycznych Pasmo Jałowieckie zaliczane jest zazwyczaj do Beskidu Żywieckiego, w najnowszej regionalizacji z 2018 roku do Beskidu Żywiecko-Orawskiego. Znajduje się w granicach wsi Koszarawa w województwie śląskim, w powiecie żywieckim, w gminie Koszarawa.